# Löwenbrunnen (Bergisch Gladbach)

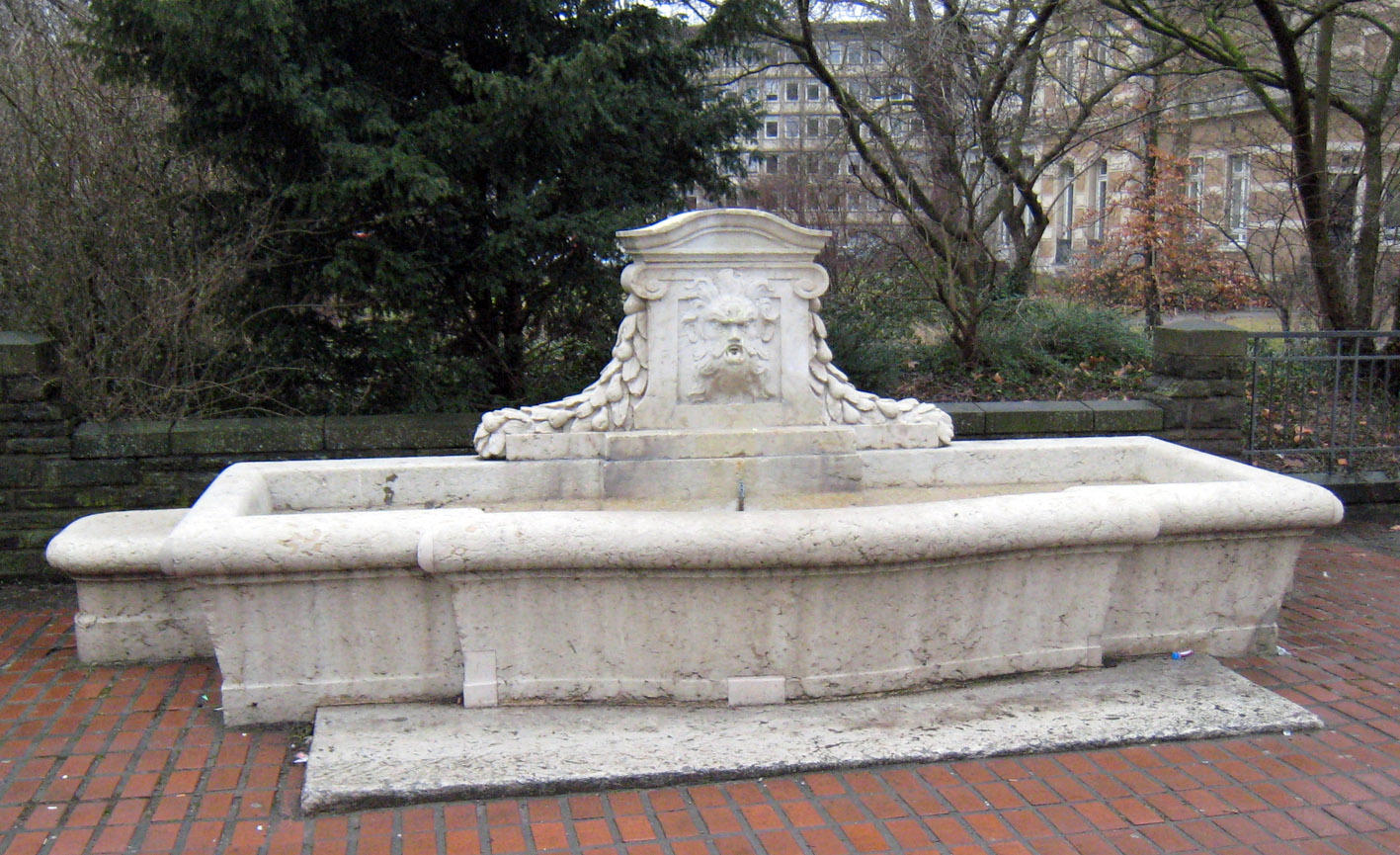
Löwenbrunnen

Der Löwenbrunnen ist ein denkmalgeschützter ehemaliger Marktbrunnen in der Stadtmitte der großen kreisangehörigen Stadt Bergisch Gladbach im Bergischen Land in Nordrhein-Westfalen.

## Geschichte
Der Verschönerungsverein von Bergisch Gladbach erhielt am 1. Juli 1894 eine Spende des Papierfabrikanten Richard Zanders und seiner Ehefrau, der Kulturstifterin Anna Zanders, in Höhe von 10.000 Mark. Zweck dieser Spende war die Errichtung eines Marktbrunnens. Den Auftrag zu dem Entwurf und der Gestaltung des Brunnens bekam einer der damals bekanntesten deutschen  Bildhauer, Professor Adolf von Hildebrand.
Im Jahre 1900 wurde der Brunnen vor dem Rathaus aufgestellt und erhielt den Namen Rathausbrunnen.
Heute wird der aus dem Maul eines Löwen Wasser speiende Brunnen von den Bürgern Löwenbrunnen genannt. Er ist umgeben von der Villa Zanders, dem Bürgerhaus Bergischer Löwe, dem Gasthaus Paas und dem Bergisch Gladbacher Marktplatz.

## Baudenkmal
Als erstes bedeutendes Gestaltungselement in einer Reihe von Kunstwerken, die der Verschönerungsverein der Stadt Bergisch Gladbach stiftete, wurde der Löwenbrunnen am 24. Juni 1982 unter der Nummer 23 in die Liste der Baudenkmäler in Bergisch Gladbach eingetragen.